# Cesta kolem světa za 80 dní (kniha, 1989)
Cesta kolem světa za 80 dní je kniha z roku 1989, kterou napsal Michael Palin jako doprovod k televiznímu pořadu BBC Around the world in 80 days with Michael Palin. Proč autor tuto cestu podnikl? Jak říká v předmluvě knihy, patří k lidem, kteří mají naléhavé nutkání cestovat. Cesta kolem světa se dá v dnešní době moderních letadel uskutečnit za 36 hodin či ještě méně. Avšak uskutečnit takovou cestu tak, abychom si světa opravdu všimli, vyžaduje stále aspoň 80 dní.

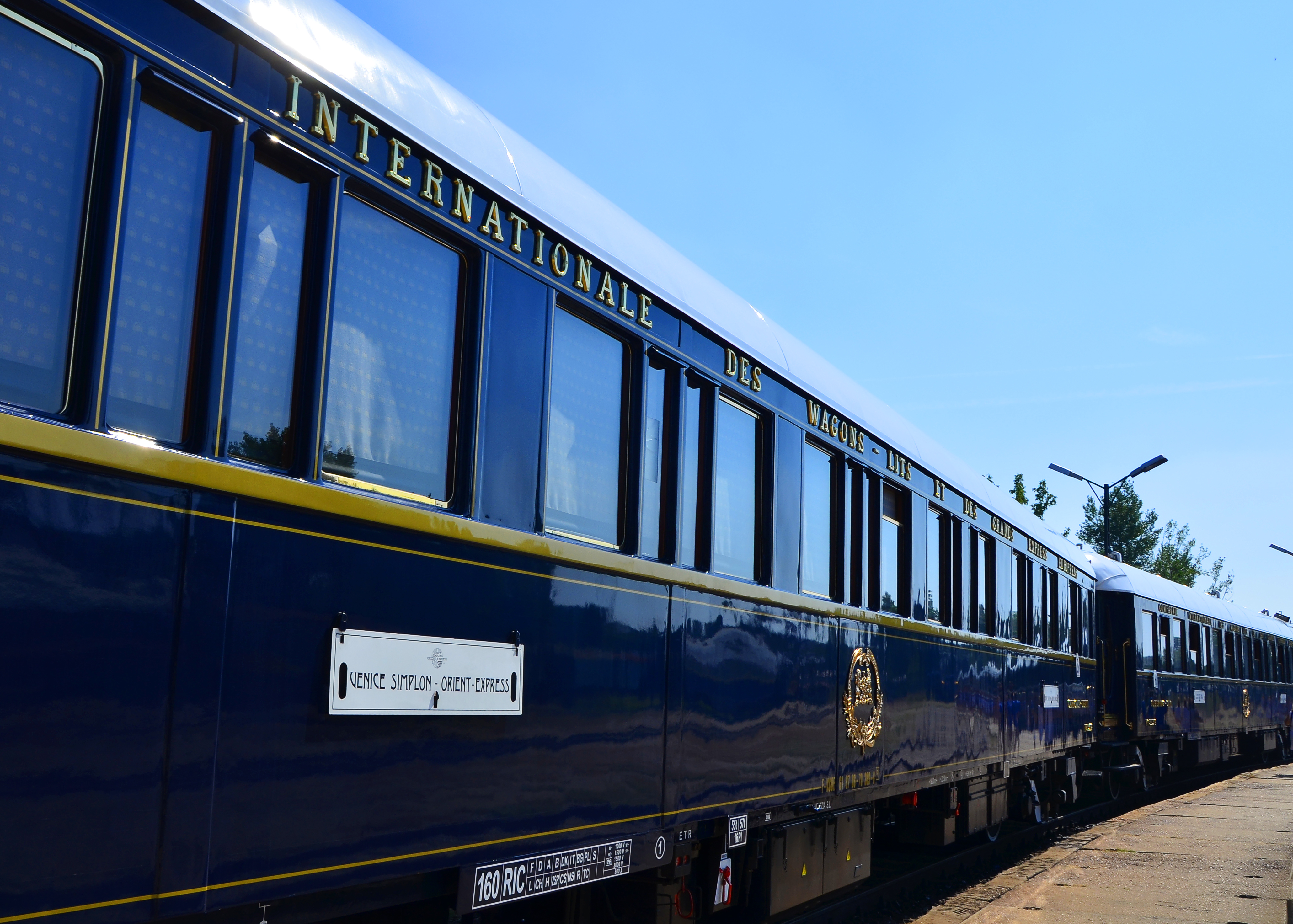
Orient Express Londýn - Benátky

Inspirací pro tuto cestu byla  kniha Julese Verna Cesta kolem světa za osmdesát dní, která byla vydána r. 1873. Cestu podnikl Phileas Fogg, hlavní hrdina této knihy.
Palin cestoval s televizním štábem, který o cestě natáčel dokument. Pro první část cesty použil vlak Orient Express. Letadla v době Julese Verna neexistovala, proto je Palin nepoužil. Osobní parníky již neexistovaly, takže všechny dlouhé námořní cesty se musely uskutečnit na kontejnerových nebo nákladních lodích. Jedinou výjimkou byla cesta z Dubaje do Bombaje, kdy se plavil na plachetnici zvané dhow. To bylo vyvrcholení  jeho cesty.
Tato kniha, stejně jako ostatní knihy, které Michael Palin napsal pro BBC vždy po skončení svých sedmi cest, se skládá jak z jeho textu, tak z mnoha fotografií pro ilustraci cesty. To však platí pouze pro originální anglické vydání. V Československu, v r.1989, vyšla tato kniha bez fotografií. Na rozdíl od následujících Palinových knih, ve kterých obrázky pořídil téměř výhradně hongkongský fotograf Basil Pao, jsou obrázky v anglickém vydání této knihy z více zdrojů. (Basil Pao poskytl obrázky pro úsek Hongkong až Šanghaj.)

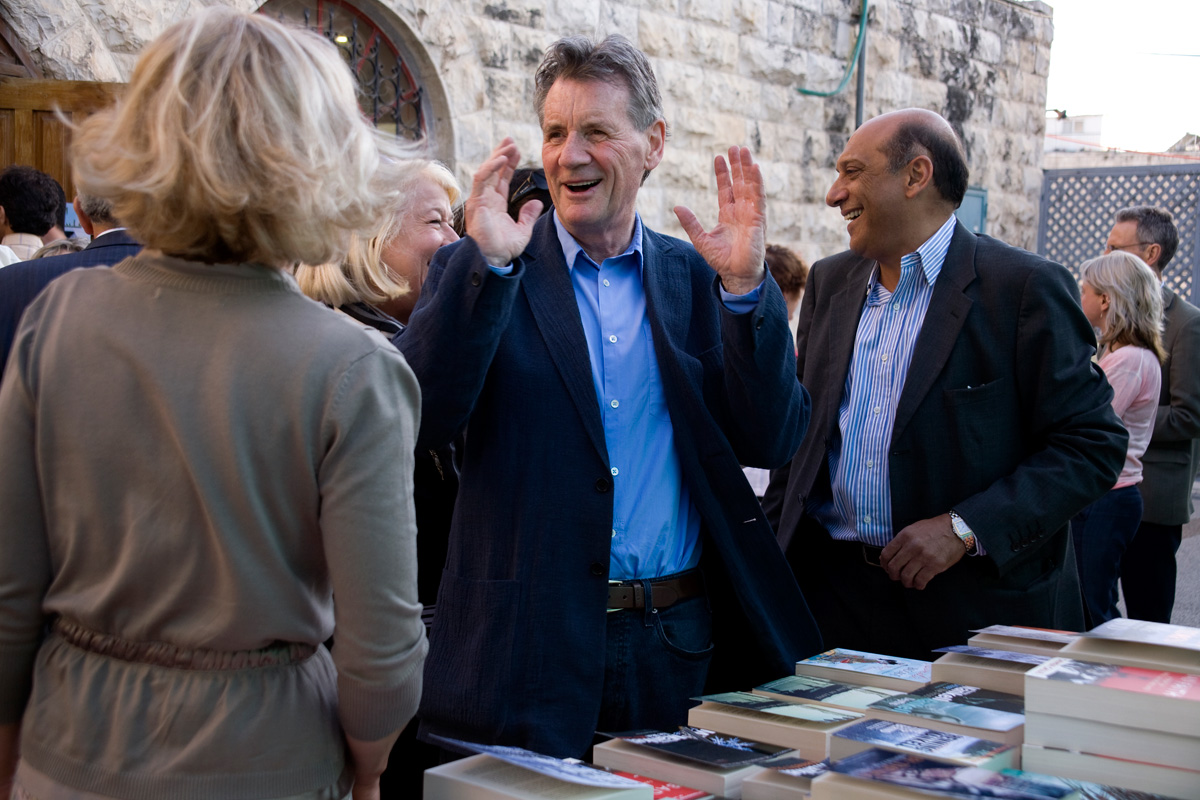
Michael Palin

Kniha je částečně psána jako deník, protože Michael Palin začíná každou část knihy nadpisem jako např. „Den 42 - Hongkong“. Je to proto, že celá cesta byla svého druhu „závod s časem“. Vědomí toho, kolik dní uplynulo a kolik dní zbývá do cíle, aby bylo dodrženo magické číslo 80, dodávalo cestě jisté vzrušení.
Zajímavým aspektem této cesty je, že téměř 3/4 času (59 dní) bylo věnováno cestování první polovinou světa (Evropa, Střední východ, Asie, Tichomoří až k mezinárodní datové linii ) a pouze 1/4 času (21 dní) druhou polovinou (zbytek Pacifiku, USA, Atlantik). To se odráží také v počtu stránek v této knize: 180 pro první polovinu cesty, 60 pro druhou polovinu.

Navštívené země

Tento rozpor má několik důvodů. Cestování přes Tichý oceán a Atlantik probíhalo na rychlých moderních kontejnerových lodích. Cesta napříč USA proběhla vlakem, který byl poměrně rychlý, a tento úsek byl pravděpodobně považován za méně zajímavý pro diváky západní televize (zamýšlené publikum) než exotičtější části na Středním východě a v Asii.
Hlavní rozdíl mezi touto cestou a následujícími cestami Michaela Palina pro BBC byla snaha cestovat po předem určené trase podle knihy Julese Verna. To vyžadovalo strávit spoustu času na moři. Záznam plavby den po dni na moři není však v televizi příliš vzrušující.
Singapur museli tvůrci z BBC ve svém dokumentu o cestě vynechat, protože spolu s  Michaelem přijeli do singapurského přístavu o půlnoci. Další den  vyřizoval Michael na úřadech příjezd a odjezd a na další loď nastoupila skupina druhý den ve 2:45. Na natáčení nebyl čas.
Text této knihy je k dispozici ke čtení online na oficiálních webových stránkách Michaela Palina .
Kniha byla vydána též jako audiokniha, kterou četl sám Michael Palin, což posluchači umožnilo poznat jeho vtip a šarm a schopnost poutavě vyprávět. Zvuková kniha samozřejmě neobsahuje fotografie. Je nezkrácená a trvá 7 hodin a 35 minut.

## Použité dopravní prostředky
Vlaky, lodě, taxi, plachetnice dhau. Spíše pro zpestření jel Palin krátký úsek cesty v USA se psím spřežením a letěl balonem.
Přesný výčet dopravních prostředků, včetně jmen lodí, je uveden na konci knihy v obsahu. Např.: 44.den: Trajektem z Hongkongu do Kuang-čou.